# Koloússovka
Koloússovka (en rus: Колоусовка) és un poble de l'óblast de Lípetsk, a Rússia, que el 2013 tenia 156 habitants. Pertany al districte rural de Griazi.